# Giovanni Vincenzo de Luna
Giovanni Vincenzo de Luna Rosso, conte di Caltabellotta (... – Bivona, 1547), è stato un nobile, politico e militare italiano del Regno di Sicilia del XVI secolo.

## Biografia
Nacque presumibilmente nella seconda metà del XV secolo, da Sigismondo, III conte di Sclafani, e dalla di lui consorte la nobildonna Beatrice Rosso Spadafora Branciforte dei Conti di Sclafani. Detto Gian Vincenzo, l'11 luglio 1478, assistette al giuramento che gli ambasciatori siciliani prestarono in Saragozza al re Ferdinando II d'Aragona.
Il 30 settembre 1480, il padre Sigismondo, in gravi condizioni di salute, lo nominò, con suo testamento, erede universale, e come tutore del figlio ancora minorenne designò il di lui fratello Pietro de Luna, arcivescovo di Messina. Morto il padre il 7 ottobre, Gian Vincenzo ottenne l'investitura dei beni feudali giorno 20; il 26 settembre 1481, lo zio Pietro, nella persona del suo procuratore Michele La Farina, presentò il memoriale per l'investitura di Bivona del nipote Gian Vincenzo.
Nel 1497, morì lo zio paterno Carlo de Luna Cardona, conte di Caltabellotta, fratello maggiore di suo padre, il quale non avendo lasciato discendenza legittima, designò per testamento redatto un anno prima, erede di tutti i beni feudali la sorella Eleonora, sposata con Antonio Alliata Settimo, a condizione che quest'ultimo assumesse il cognome del testatore. Ad Eleonora, sposata in prime nozze con Enrico Ventimiglia de Clermont, marchese di Geraci, secondo il testamento redatto dal Conte Carlo, sarebbe succeduto in caso di sua morte il figlio Simone. Gian Vincenzo, vedendosi escluso dalla successione dallo zio Carlo per il possesso della Contea di Caltabellotta e degli altri beni della famiglia, in quanto esponente maschile della famiglia rivendicò i propri diritti di successione promuovendo istanza contro gli Alliata al Tribunale della Regia Gran Corte, da cui ottenne sentenza favorevole il 31 agosto 1510, e, divenuto possessore di tutti gli Stati e beni feudali dei De Luna, ottenne investitura dei medesimi il 23 dicembre 1511.
Deputato del Regno nel 1508, il Luna nel 1509 rivendicava il feudo di Misilcassimo, presso Sciacca, già possesso dei suoi avi, nel cui territorio c'era una fortezza posta a due miglia dal mare e del quale riceveva investitura il 7 novembre 1510. Nel 1514-16, ricoprì la carica di stratigoto di Messina.  Dopo la morte di Ferdinando il Cattolico, nel gennaio 1516, la maggior parte della nobiltà dell'isola si ribellò al viceré Hugo de Moncada; quando questi fuggì da Palermo e si rifugiò a Milazzo, il Conte di Caltabellotta gli offrì ospitalità e protezione a Messina, dove il Moncada entrò il 17 marzo.  Calmatisi gli animi, il nuovo sovrano, Carlo V d'Asburgo, chiamò a corte il Moncada e con dispaccio dell'8 luglio 1516, datato da Bruxelles, nominò il Luna presidente del Regno, carica che il medesimo detenne - in un periodo di grande tensione fra il popolo e la nobiltà - fino al primo maggio dell'anno successivo, cioè fino al giungere del nuovo viceré Ettore Pignatelli, duca di Monteleone.
Da presidente del Regno, il Luna inviò l'esercito a Bivona, suo feudo e schieratasi con i ribelli al Viceré Moncada, dove punì severamente i capi della rivolta. Nel 1517, il Luna fuggì da Palermo, dove era scoppiata una nuova rivolta popolare capeggiata da Giovan Luca Squarcialupo, ed assieme alla sua famiglia trovò rifugio ad Alcamo. Il 4 febbraio 1519, per morte della madre Beatrice, ricevette investitura della Contea di Sclafani. Nel 1520, l'Imperatore asburgico gli conferì la signoria sul porto e caricatore di Castellammare del Golfo, come ricompensa per i servizi resigli al tempo delle rivolte. . Condusse con successo campagne di bombardamento e assalto contro Alger, Tunis, Misurata e Tripoli.
Nel 1523, il Luna, per accrescere il proprio potere politico ed economico, dava in moglie al maggiore dei suoi figli Sigismondo, la nobildonna fiorentina Luisa Salviati, figlia di Jacopo e di Lucrezia de' Medici, nipote di papa Leone X. Dopo le nozze, che si celebrarono a Roma, donò al figlio in eredità il feudo di Caltabellotta col titolo comitale e si stabilì a Palermo.
Nel giugno 1528, era a Trapani come capitano d'armi della città per apprestare difese contro la flotta turca. Qui lo raggiunse la notizia di un grave affronto fatto al figlio Sigismondo da Giacomo Perollo, barone di Pandolfina e portulano di Sciacca e decise di mandare degli uomini armati per tendere a questi un agguato per ucciderlo, ma il Perollo scampò all'agguato e successivamente scoppiò nel 1529 il secondo caso di Sciacca. La lotta si concluse con la vittoria di Sigismondo, ma la pronta reazione del viceré consigliò al Conte de Luna di abbandonare l'isola con Sigismondo, dichiarato bandito, la nuora e i tre nipoti. Meta dei fuggiaschi fu Roma, dove papa Clemente VII, zio della nuora, assicurava asilo e protezione. Sigismondo, che non riuscì ad ottenere il perdono da Carlo V, si suicidò nel 1530 gettandosi nel Tevere.
Tornato in Sicilia, si presentò davanti ai giudici della Magna Curia e gli fu comminata solo una lieve condanna per avere aiutato i rei a fuggire dall'isola, e i giudici esclusero ogni sua responsabilità diretta negli eventi. Il patrimonio del Luna fu decimato da confische e distruzioni e dall'indennizzo che aveva dovuto versare agli eredi del Perollo. Dovette vendere parte delle sue terre, ma successivamente per intercessione di Clemente VII presso l'imperatore ottenne la restituzione dei beni confiscatigli dal Regio Fisco.
Nel 1544, fu nuovamente a Trapani come capitano d'armi e vicario della città.  Fu inoltre commissario della Regia Curia in diverse città dell'isola per esigere crediti della corte, nel 1544 per Castrogiovanni, nel 1545 per Sciacca, per la terra di la Grutti, per Licata, per Agrigento, nel 1546 per Nicosia e di nuovo a Castrogiovanni.
Morì a Bivona nel 1547 e fu sepolto nella Chiesa della Badia Grande di Sciacca, in una cassa ricamata visibile ancora oggi.

### Matrimoni e discendenza
Giovanni Vincenzo de Luna, IX conte di Caltabellotta, sposò la nobildonna Diana Moncada e Moncada, figlia di Guglielmo Raimondo, VI conte di Adernò, da cui ebbe quattro figli:
- Sigismondo († 1530), che sposò Luisa Salviati, figlia di Jacopo, patrizio di Firenze, da cui ebbe tre figli, di cui il primogenito Pietro fu I duca di Bivona;
- Francesco, che sposò Beatrice Virgilio Lucchesi, figlia di Giovanni, nobile di Sciacca, di cui non è nota la discendenza[10];
- Giovanna, che fu moglie di Giovanni Girolamo Valguarnera Ribasaltes, conte di Assoro[11];
- un/una figlio/a di cui è ignota l'identità.